# Istigobius goldmanni
Istigobius goldmanni là một loài cá biển thuộc chi Istigobius trong họ Cá bống trắng. Loài này được mô tả lần đầu tiên vào năm 1852.

## Từ nguyên
Từ định danh goldmanni được đặt theo tên của Carel Frederik Goldman (1800-1862), Ủy viên Chính phủ Timor, cũng là nơi mà mẫu định danh của loài cá này được thu thập, vì Goldman giúp Bleeker nhận được một bộ sưu tập cá, bao gồm cả loài này.

## Phân bố và môi trường sống
A. goldmanni có phân bố rộng rãi ở khu vực Đông Ấn Độ Dương và Tây Thái Bình Dương, từ bang Tamil Nadu (Ấn Độ) và quần đảo Andaman trải dài về phía đông đến Fiji và Tonga, ngược lên phía bắc đến quần đảo Ryukyu, về phía nam đến bờ bắc Úc và Nouvelle-Calédonie.
A. goldmanni sống trên nền cát và đá vụn của rạn san hô, được tìm thấy ở độ sâu đến ít nhất là 70 m.

## Mô tả
Chiều dài chuẩn lớn nhất được ghi nhận ở A. goldmanni là 6 cm. Cá có một sọc chéo màu đen từ phía cuối hàm trên ngược lên nắp mang. Bụng có 4 dải sọc dày, sẫm màu. Gáy có tới 30 đốm đen. Vây lưng sau có 3–4 hàng đốm đen. Vây ngực trong suốt, gốc có 2 đốm nhỏ sẫm màu. Ở cá đực, vây hậu môn khi ép vào thân gần như sẽ chạm tới vây đuôi, ép sát vây lưng sau sẽ đè lên trên vây đuôi. Vây hậu môn và vây lưng sau của cá cái khi bị ép lại sẽ vươn tới khoảng 2–3 vảy vây đuôi.
Số gai ở vây lưng: 7; Số tia ở vây lưng: 10–11; Số gai ở vây hậu môn: 1; Số tia ở vây hậu môn: 9–10.

## Sinh thái
A. goldmanni ăn tảo và các loài động vật giáp xác.
A. goldmanni có thể sống được 13 tháng, cũng là tuổi thọ cao nhất được ghi nhận ở loài này. Cá đực là loài đa thê, phát triển nhanh hơn và đạt kích thước tối đa lớn hơn cá cái, và toàn bộ cá thể trên 3,2 cm đều đã trưởng thành.

## Thương mại
A. goldmanni được đánh bắt trong ngành buôn bán cá cảnh.